# ماري فيلبين
ماري لوريتا فيلبين (16 يوليو 1902 - 7 مايو 1993) ممثلة سينمائية أمريكية في عصر الأفلام الصامتة، التي لعبت دور كريستين داي في فيلم عام 1925 شبح الأوبرا  أمام لون تشاني، وفي دور ديا في فيلم الرجل الذي يضحك إلى جانب كونراد فايت.

## روابط خارجية
- ماري فيلبين في قاعدة بيانات الأفلام على الإنترنت
- Mary Philbin at the معهد الفيلم الأمريكي catalog
- Photographs and literature